# Christian Friedrich Strackerjan
Christian Friedrich Strackerjan (* 23. Dezember 1777 in Stollhamm im Herzogtum Oldenburg; † 20. Januar 1848 ebenda) war ein deutscher Autor, Jurist, Historiker und Freimaurer.

## Leben
Geboren wurde Strackerjan als Sohn des Amtsvogts und Kammerrats Christian Friedrich Strackerjan (1748–1807) und dessen Ehefrau Magdalene Elisabeth geb. Pletzky (1755–1830). Strackerjan wurde zunächst durch Hauslehrer unterrichtet und besuchte ab April 1794 das Alte Gymnasium in Oldenburg und ab November 1795 die Universität Jena. Er studierte Rechtswissenschaft. Im Mai 1798 schloss er sein Studium ab und war als Untergerichtsanwalt in Oldenburg tätig. Ab 1800 arbeitete er als Sekretär in unterschiedlichen Behörden des Großherzogtums Oldenburg. Er war als Auditeur der oldenburgischen Militärkommission auch beim oldenburgischen Infanterieregiment tätig. 1803 wurde Strackerjan zum Landgerichtsassessor in Neuenburg ernannt, geriet aber schon bald in einen Konflikt mit einem Amtskollegen, der zu einem langwierigen Prozess führte.
Schon früh war er in die Freimaurerei integriert. Er begann in der Loge Zum goldenen Hirsch in Oldenburg ab dem 8. März 1802, ab dem 30. April 1803 als Geselle und ab dem 23. Juni 1804 als Meister. Später stiftete er die Loge Zum silbernen Kreuz. Hier war er der einzige Meister. Nach Auflösung der Loge schloss er sich der Loge Zum goldenen Hirsch am 24. Juni 1842 erneut an.
1804 übernahm er nach seiner Übersiedlung nach Oldenburg die Redaktion des Staatskalenders. 1805 nahm er das Angebot Wilhelm Gustav Friedrich Bentincks an, als gräflicher Hofrat in dessen Dienste zu treten. Als juristischer Berater und Privatsekretär begleitete er 1806 den Grafen nach Berlin und Sankt Petersburg. Im November 1806 war er erster Assessor bei dem Amtsgericht zu Varel. Am 3. Dezember 1809 wurde er zum Amtmann befördert. Ab 1809 hatte Strackerjan die Stelle des Vorstandes des Amtsgerichts.
In der Zeit der französischen Okkupation war er Friedensrichter in Burhave. Ab Januar 1813 bekleidete er erneut die Stelle eines Sekretärs bei dem Grafen Bentinck.
Als im März 1813 die französische Herrschaft in Nordwestdeutschland scheinbar wankte und es landesweit zu Unruhen gegen die Besatzung kam, nutzte Graf Bentinck die Situation, um handstreichartig die Regierung in der Herrschaft Varel wieder an sich zu bringen und eine neue Verwaltungsbehörde einzusetzen, der auch Strackerjan angehörte. Nach der unvermuteten Rückkehr der Franzosen wurde Strackerjan verhaftet.
Strackerjan und sein Bruder wurden vor ein französisches Kriegsgericht gestellt, zu sechs Monaten Gefängnis verurteilt und auf Befehl des französischen Generals Dominique Joseph Vandamme in Wesel und Maastricht eingekerkert. Im April 1814 wurde er entlassen.
Später konnte er wieder im oldenburgischen Staatsdienst arbeiten und war von 1814 bis 1818 als Amtmann in Varel tätig. 1818 wurde er Amtmann und 1823 Oberamtmann in Jever. 1833 war er an die Herzogliche öffentliche Bibliothek in Oldenburg berufen, um den leitenden Bibliothekar Ludwig von Halem zu entlasten und von diesem die Pressearbeit zu übernehmen. Strackerjan übernahm somit die Redaktion und die Herausgabe der mit der Bibliothek organisatorisch verbundenen Zeitschriften, zu denen die Oldenburgischen Blätter, die Oldenburgischen Anzeigen, die Oldenburgische Zeitung sowie der Staatskalender gehörten. Daneben gründete er 1835 die Mitteilungen aus Oldenburg über das Theater und andere Gegenstände der Unterhaltung. Seit Dezember 1836 kontrollierte Strackerjahn weiterhin als Zensor sämtliche in der Stadt Oldenburg erscheinenden Druckschriften. 1839, nach dem Tode Halems, wurde Strackerjahn dessen Nachfolger. Als die Regierung 1844 die organisa orische Verbindung der von ihr subventio ierten Zeitschriften mit der Bibliothek aufhob, übernahm Strackerjan die Herausgabe der Oldenburgischen Blätter und der Oldenburgischen Zeitung in eigener Verantwortung. 1847 übernahm er die Geschäfte des Oberbibliothekars als kommissarischer Leiter und wurde Mitglied der Bibliothekskommission.
Zur Zeit der Revolution von 1848 war Strackerjan somit von staatlicher Seite, wie auch als Herausgeber, fast allein für die gesamte oldenburgische Presse zuständig, wodurch es im Großherzogtum kaum zu Konflikten zwischen Presse und Zensur kam. Andererseits beherrschte Strackerjan als Konservativer und Anhänger des patriarchalischen Obrigkeitsstaates die öffentliche Meinung monopolartig gegenüber jüngeren Schriftstellern und den Vertretern des Liberalismus im Großherzogtum.
Strackerjan beschäftigte sich mit der oldenburgischen Geschichte. Viele Beiträge zur oldenburgischen Regionalgeschichte in oldenburgischen Zeitungen und anderen Zeitschriften entstammen seiner Feder. Im höheren Alter beschäftigte er sich mit der Münzgeschichte Oldenburgs. Das begonnene oldenburgischen Gelehrtenlexikon konnte Strackerjan nicht zu einem Abschluss bringen.
Als Freimaurer starb er als Ehrenaltmeister und Senior seiner Loge.

## Familie
Strackerjan heiratete am 26. Juli 1800 Elisabeth Charlotte geb. Mohr (um 1769–1809), die Tochter des Oldenburger Kaufmanns Hermann Gerhard Mohr. Nach ihrem Tod heiratete er am 13. März 1810 in zweiter Ehe Sophie Brünings (1789–1863), die Tochter des Amtmanns der Besitzungen des Hauses Bentinck Diedrich Anton Brüning (1755–1802) in Varel. Aus beiden Ehen hatte Strackerjan fünfzehn Kinder. Von diesen wurde Karl (1819–1889) Schuldirektor und Ludwig (1825–1881) Präsident des Oldenburgischen Landtags sowie Sammler von Sagen der Region.

## Werke
- Kompendium der Münz-, Maß-, Gewichts- und Wechselcours-Verhältnisse sämtlicher Staaten und Handelsstädte der Erde. B.G. Teubner, Leipzig 1855 (Zusammenarbeit mit Gustav Wagner)
- Schifffahrts-Handbuch. Berndt, 1860
- Handbuch der Handels-Wissenschaft: mit besonderer Berücksichtigung der in Deutschland bestehenden Verhältnisse. Pott, 1861
- Beiträge zur Geschichte der Stadt Jever. Wilhelm Kaiser, Bremen 1836
- Das jetzt geltende oldenburgische Partikularrecht im systematischen Auszuge. 3 Bände,
- Staatskalender. 1836–1846
- Repertorium der Oldenburgischen Gesetzgebung oder allgemeines Realregister über alle Sammlungen der landesherrlichen Verordnungen… Bis 1836. 1836–1849,
- Oldenburgische Blätter. 1834–1848
- Mitteilungen. 1835–1848
- Lesefrüchte. 1836–1842
- Repertorium der Oldenburgischen Gesetzgebung. 2 Bände, 1837
- Der Gesellschafter. Volkskalender. 1841–1845 (Herausgeber)
- Beiträge zur Geschichte der Stadt Jever. 1836
- Beiträge zur Geschichte des Großherzogtums Oldenburg. 4 Hefte, 1837
- Oldenburgs Fest- und Jubelbuch. 1839
- Geschichte der Buchdruckerei im Herzogthum Oldenburg und der Herrschaft Jever. Schulze, Oldenburg 1840 (Volldigitalisat in der Digitalen Bibliothek Mecklenburg-Vorpommern).
- Gerhard Anton von Halem’s Selbstbiographie. 1840